# Cartutx egipci

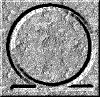
Jeroglífic d'anell amb segell shen. Possible precedent del cartutx

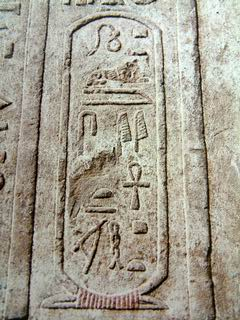
Cartutx de Ptolemeu.

Un  cartutx egipci  és el símbol format per una corda ovalada amb els extrems nuats: 
| V10 |

Els cartutxos emprats en l'escriptura jeroglífica són la representació esquemàtica d'una corda nuada que envolta el nom del faraó, protegint per a l'eternitat, també servien per evitar una lectura equívoca, delimitant on començava i acabava el nom.

## Etimologia
El nom egipci era  shenu  provinent del verb  sheni  "circumdar", possiblement derivat de l'anell amb segell:  shen . El nom modern de  cartutx  és d'origen francès ( Cartouche ), així anomenat per la seva semblança amb els cartutxos de munició utilitzats pels soldats de Napoleó durant la seva expedició a Egipte, a finals del segle xviii.

## Història
El cartutx en l'antic Egipte simbolitzava un tipus de protecció i poder envers el nom, ja que creien que el seu esperit estava protegit per una forta muralla.
Només s'escrivien els noms de déus, gent rica i noble i faraons dins dels cartutxos, ja que creien que els pagesos, vilatans i esclaus no tenien dret a ser protegits amb el cartutx, ja que no se'ls considerava com a persones.
La manera més freqüent de representar un nom real va ser incloent el seu jeroglífic dins d'un cartutx. Sorgeix a mitjans de la dinastia II per a denominar als faraons: Sened, Neferkaseker i Peribsen. També es va usar en la dinastia III amb Nebka i Huni, encara que només es va utilitzar habitualment des de la dinastia IV. A mitjans de la dinastia V, durant la regència de Nefererkare, el recentment instituït nom de regnat també està inclòs dins d'un cartutx.